# Jasmine Camacho-Quinn
Jasmine Camacho-Quinn (Charleston, 1996. augusztus 21. –) Egyesült Államokban született Puerto Ricó-i olimpiai bajnok atléta. A 2020-as tokiói olimpián a 100 méteres gátfutás győztese.

## Élete
Jasmine Camacho-Quinn a dél-karolinai Charlestonban született és nőtt fel, édesapja amerikai, édesnyja Puerto Ricó-i származású. Camacho-Quinn úgy döntött, hogy édesanyja iránti tiszteletből Puerto Ricó-i színekben versenyez. Testvére az NFL-ben játszó Robert Quinn, amerikai futballjátékos.

## Pályafutása
Camacho-Quinn pályafutása előtt távolugrásban és különböző sprintszámokban is versenyzett. 2016 júniusában 12,54 másodperccel megnyerte az amerikai egyetemi bajnokságot 100 méteres gátfutásban. Ezzel az eredményel teljesítette olimpiai szintet, így részt vehetett az augusztusi rioi olimpián. Ott az előfutamát megnyerte 12,70-es idővel, esélyes volt a döntőbe jutásra, de az elődöntőben a kilencedik akadályon elesett.
2017-ben az egyetemi bajnokságban ezüstérmes lett 12,58-as idővel a nigériai Tobi Amusan mögött. A szezon második felében csípő és térd sérülésekkel küzdött. Visszatérése után 2018 májusában 12,40-re javította egyéni legjobbját, ami abban az évben a világ harmadik legjobb eredménye lett. Azonban újra sérülések sújtották, ami miatt a 2019-es dohai világbajnokságot is ki kellett hagynia. Ezután a 2021-es szezonban a tokiói olimpia előtt 13 futamot nyert meg egymás után. Július elején 12,34-es idővel nyerte Székesfehérváron a Gyulai István Memorial atlétikai versenyt, ami akkor az év legjobb eredményének számított. Az olimpián az előfutamból a legjobb idővel jutott be az elődöntőbe. Az elődöntőt is megnyerte, sőt 12,26 másodperces eredménye új olimpiai rekord lett. A döntőt az amerikai világcsúcstartó Kendra Harrison előtt befutva nyerte meg. Puerto Rico második olimpiai aranyérmét szerezte meg ezzel a teniszező Mónica Puig 2016-os győzelmét követően.
2022-ben vett részt először világbajnokságon. Az Eugene-ben rendezett versenyen Tobi Amusan és Britany Anderson mögött lett bronzérmes. A következő világbajnokság előtt 2023-ban minden versenyén győzni tudott, Budapesten azonban a döntőben a jamaicai Danielle Williams idejétől mindössze egy századmásodperccel elmaradva második helyezett lett.
2024-ben a párizsi olimpián 12,36-os idővel harmadik helyezett lett.

## Egyéni legjobbjai
Szabadtér
| Táv       | Eredmény | Helyszín                            | Időpont            |
| --------- | -------- | ----------------------------------- | ------------------ |
| 60 m      | 7,48     | Marietta, Amerikai Egyesült Államok | 2020. július 29.   |
| 100 m     | 11,22    | Clermont, Amerikai Egyesült Államok | 2020. július 24.   |
| 200 m     | 22,27    | Carolina, Puerto Rico               | 2022. március 18.  |
| 100 m gát | 12,26    | Tokió, Japán                        | 2021. augusztus 1. |

Fedett pálya
| Táv      | Eredmény | Helyszín                           | Időpont          |
| -------- | -------- | ---------------------------------- | ---------------- |
| 60 m gát | 7,95     | Clemson, Amerikai Egyesült Államok | 2018. február 9. |